# Actinia multicolor
Actinia multicolor is een zeeanemonensoort uit de familie Actiniidae. De anemoon komt uit het geslacht Actinia. Actinia multicolor werd in 1856 voor het eerst wetenschappelijk beschreven door Stimpson. 